# Копп, Георг
Георг Копп (нем. Georg von Kopp; 25 июля 1837, Дудерштадт, Королевство Ганновер — 4 августа 1914, Троппау, Австро-Венгрия) — немецкий и австрийский кардинал. Епископ Фульды с 15 ноября 1881 по 9 августа 1887. Князь-епископ Бреслау с 9 августа 1887 по 4 августа 1914. Кардинал-священник с 16 января 1893, с титулом церкви Сант-Аньезе-фуори-ле-Мура с 19 января 1893.

## Биография
Будучи фульдским епископом и членом прусской палаты господ, способствовал пересмотру майских законов и восстановлению в Пруссии добрых отношений между государством и католической церковью; результатами его стараний стали так называемые примирительные законы 21 мая 1886 и 30 апреля 1887, которыми католической церкви были сделаны значительные уступки. В качестве епископа бреславльского Копп заседал также в австрийском палате господ и в австро-силезском ландтаге.